# Confrontos entre Chapecoense e Figueirense no futebol
Chapecoense versus Figueirense é um clássico de futebol catarinense, que envolve as equipes do Associação Chapecoense de Futebol e da Figueirense Futebol Clube. Este é reconhecidamente um dos grandes clássicos e rivalidades de Santa Catarina.

## História
A Chapecoense e o Figueirense já se enfrentaram 167 vezes na história, foram 48 vitórias da Chapecoense, 53 empates e 66 Vitórias do Figueirense, a Chapecoense marcou 178 gols e o Figueirense marcou 210 gols. A primeira final entre os dois clubes aconteceu no Supercampeonato Catarinense de 1996, o Figueirense foi o campeão. Após 22 anos, as equipes voltaram a se enfrentar em uma final de campeonato, desta vez pelo Campeonato Catarinense de 2018, o Figueirense sagrou-se campeão com o placar de 2 a 0. A primeira partida entre Chapecoense x Figueirense na história, foi um amistoso interestadual realizado no dia 17 de abril de 1975, a partida terminou empatada em 1 a 1. O jogo foi realizado no Estádio do Guarani, em Xaxim. A primeira vez em que Chapecoense x Figueirense se enfrentaram no Estádio Regional Índio Condá, em Chapecó, foi no dia 4 de julho 1976. O confronto era válido pelo Campeonato Catarinense daquela temporada.

## Confrontos em competições nacionais

### Campeonato Brasileiro
Série A
| Data                | Estádio           | Casa        | Visitante   | Placar | Gols (casa)                      | Gols (visitante)             |
| ------------------- | ----------------- | ----------- | ----------- | ------ | -------------------------------- | ---------------------------- |
| 9 de Abril 1978     | Orlando Scarpelli | Figueirense | Chapecoense | 1-0    | Lourival 28'                     |                              |
| 13 de Junho 1978    | Orlando Scarpelli | Figueirense | Chapecoense | 0-1    |                                  | Carlos Alberto 83'           |
| 10 de Agosto 2014   | Arena Condá       | Chapecoense | Figueirense | 0-1    |                                  | Marquinhos Silva 87'         |
| 9 de Novembro 2014  | Orlando Scarpelli | Figueirense | Chapecoense | 1-0    | Marcão 63'                       |                              |
| 9 de Agosto 2015    | Arena Condá       | Chapecoense | Figueirense | 2-2    | Bruno Rangel 50', Tiago Luís 56' | Dudu Gonzaga 83', Marcão 89' |
| 22 de Novembro 2015 | Orlando Scarpelli | Figueirense | Chapecoense | 0-0    |                                  |                              |
| 17 de Julho 2016    | Orlando Scarpelli | Figueirense | Chapecoense | 1-1    | Rafael Moura 45+1'               | Dener 71'                    |
| 6 de Novembro 2016  | Arena Condá       | Chapecoense | Figueirense | 1-0    | Kempes 76'                       |                              |

Série B
| Data               | Estádio           | Casa        | Visitante   | Placar | Gols (casa)                       | Gols (visitante)                |
| ------------------ | ----------------- | ----------- | ----------- | ------ | --------------------------------- | ------------------------------- |
| 4 de Junho 2013    | Orlando Scarpelli | Figueirense | Chapecoense | 0-2    |                                   | Wanderson 37', Bruno Rangel 77' |
| 22 de Outubro 2013 | Arena Condá       | Chapecoense | Figueirense | 1-1    | Rodrigo Gral 27'                  | Rafael Costa 67'                |
| 9 de Outubro 2020  | Orlando Scarpelli | Figueirense | Chapecoense | 0-0    |                                   |                                 |
| 12 de Janeiro 2021 | Arena Condá       | Chapecoense | Figueirense | 2-1    | Paulinho Moccelin 22', Derlan 66' | Diego Gonçalves 84' (P)         |